# فلوئورید نیوبیم (IV)
فلوئورید نیوبیم(IV) (به انگلیسی: Niobium(IV) fluoride) با فرمول شیمیایی NbF۴ یک ترکیب شیمیایی است. که جرم مولی آن ۱۶۸٫۹ g/mol می‌باشد. شکل ظاهری این ترکیب، جامد سیاه است.